# Muldens Mysterier
Muldens Mysterier er en dansk produceret historie-serie produceret af Monday Production og sendt på DR K i 2019. Hvert afsnit handler om en afgrænset tidsperiode, hvor Liv Thomsen og arkæolog Lars Grundvad følger en flok detektorførere og afdækker hidtil uopdagede sider af danmarkshistorien.

## Afsnit
1. De spanske lejesoldater
2. Stenalderen
3. Nazisternes hemmelige våben
4. Polske ryttere
5. Soldaterne der aldrig kom i krig
6. De fynske vikinger

## Hold
Team Fionia
- Mathias H. Kaas
- Jan Hein
- Dennis Fabricius Holm

Team Viking
- Flemming Fabriciusen-Nielsen
- Rickey Kruse Pedersen
- Louise Stalschmidt

Team Danefæ
- Allan Faurskov
- Jesper Janke Hansen
- Carina Mia Boese

Team Rainbow-Power
- Marie Aargård Larsen
- Kristen Nedergaard Dreiøe
- Poul Nørgaard Pedersen.